# Mykola Bilokoň
Mykola Vasiljevyč Bilokoň (ukrajinsky Микола Васильович Білоконь, * 22. březen 1955, Mohyliwka, Ukrajina) je ukrajinský politik, bývalý ukrajinský ministr vnitra. Ministrem vnitra byl v letech 2003–2005 ve vládách Viktora Janukoviče. Po vítězství Oranžové revoluce, aby se vyhnul trestnímu stíhání, Ukrajinu v roce 2005 opustil.